# P/2019 X1 (Pruyne)
P/2019 X1 (Pruyne) — короткоперіодична комета із сім'ї Юпітера. Відкрита 2 грудня 2019 року; була 19.4m на час відкриття. Абсолютна величина комети разом з комою становить 10.3m.